# Marek Krejčí
Marek Krejčí (Pozsony, 1980. november 20. – Maitenbeth, 2007. május 26.) szlovák válogatott labdarúgó.

## Mérkőzései a szlovák válogatottban
| #  | Dátum             | Ellenfél | Eredmény | Kiírás              | Esemény |
| -- | ----------------- | -------- | -------- | ------------------- | ------- |
| 1. | 2004. március 31. | Ausztria | 1 – 1    | barátságos mérkőzés | 46'     |

## Sikerei, díjai
- FK Inter Bratislava:
  - Szlovák labdarúgó-bajnokság: 1999-2000
  - Szlovák kupa: 1999-2000
- FC Petržalka 1898:
  - Szlovák kupa: 2003-2004

## Fordítás
- Ez a szócikk részben vagy egészben  a   Marek Krejčí című angol Wikipédia-szócikk fordításán alapul.  Az eredeti cikk szerkesztőit annak laptörténete sorolja fel. Ez a jelzés csupán a megfogalmazás eredetét és a szerzői jogokat jelzi, nem szolgál a cikkben szereplő információk forrásmegjelöléseként.